# Vilar de Murteda
Vilar de Murteda ist ein Ort und eine ehemalige Gemeinde (Freguesia) im nordportugiesischen Kreis Viana do Castelo der Unterregion Minho-Lima. Die Gemeinde hatte 214 Einwohner (Stand 30. Juni 2011).
Am 29. September 2013 wurden die Gemeinden Vilar de Murteda, Nogueira und Meixedo zur neuen Gemeinde União das Freguesias de Nogueira, Meixedo e Vilar de Murteda zusammengeschlossen.